# Schalkshofen
Schalkshofen ist ein Gemeindeteil von Oberroth im schwäbischen Landkreis Neu-Ulm, Bayern.

## Geographie
Der Weiler liegt rund gut einen Kilometer nordnordwestlich des Gemeinde-Mittelpunktes und ist mit diesem durch die Staatsstraße 2020 verbunden. Am westlichen Ortsrand verläuft die Roth.

## Geschichte
Der Ort gehörte bereits vor der Gebietsreform in Bayern zur Gemeinde Oberroth.

## Sehenswürdigkeiten
In die Denkmalliste sind drei Objekte in Schalkshofen eingetragen:
- Steinkreuz, spätmittelalterlich
- Satteldachhaus, 18./19. Jahrhundert
- Feldkapelle mit Walmdach, 2. Viertel 18. Jahrhundert

Siehe auch: Liste der Baudenkmäler in Schalkshofen